# Hôtel de ville d'Euville
L'hôtel de ville d'Euville est l'hôtel de ville de la commune d'Euville, dans le département de la Meuse, en région Lorraine. C'est l'unique bâtiment public construit dans le style École de Nancy. Il est classé au titre des monuments historiques depuis 1992.

## Histoire
En 1900, la municipalité d'Euville, riche de ses carrières de pierre réputée, décide la construction d'une nouvelle mairie et en fait commande à Henry Gutton et Joseph Hornecker, architectes du mouvement École de Nancy. Ce choix de l'Art nouveau pour un édifice public est généralement expliqué par le désir de faire la promotion de la pierre d'Euville, célèbre notamment pour avoir été employée à l'Opéra de Paris).
Le projet est lancé en 1901 mais prend du retard ; les architectes feront alors appel à Eugène Vallin, également architecte Art nouveau, qui sera chargé de concevoir la façade, permettant d'achever l'édifice en 1903.
Les aménagements intérieurs seront réalisés à partir de 1906 et l'édifice sera totalement achevé en 1909.
Ses vitraux ont été inscrits monuments historiques le 15 janvier 1975,, puis l'ensemble de son décor intérieur a été classé par un arrêté du 26 mai 1992. Peu après, le 11 novembre 1994, elle est victime d'un incendie. La municipalité a passé de nombreuses années pour récolter les fonds nécessaires à sa restauration, commencée en 1996 et achevée en 2007.
Divers éléments de son mobilier ont également été classés monuments historiques au titre objets le 15 novembre 2000 : un bureau et une armoire à archives d'Eugène Vallin, ainsi que des luminaires réalisés un peu plus tard en 1910 par Louis Majorelle.

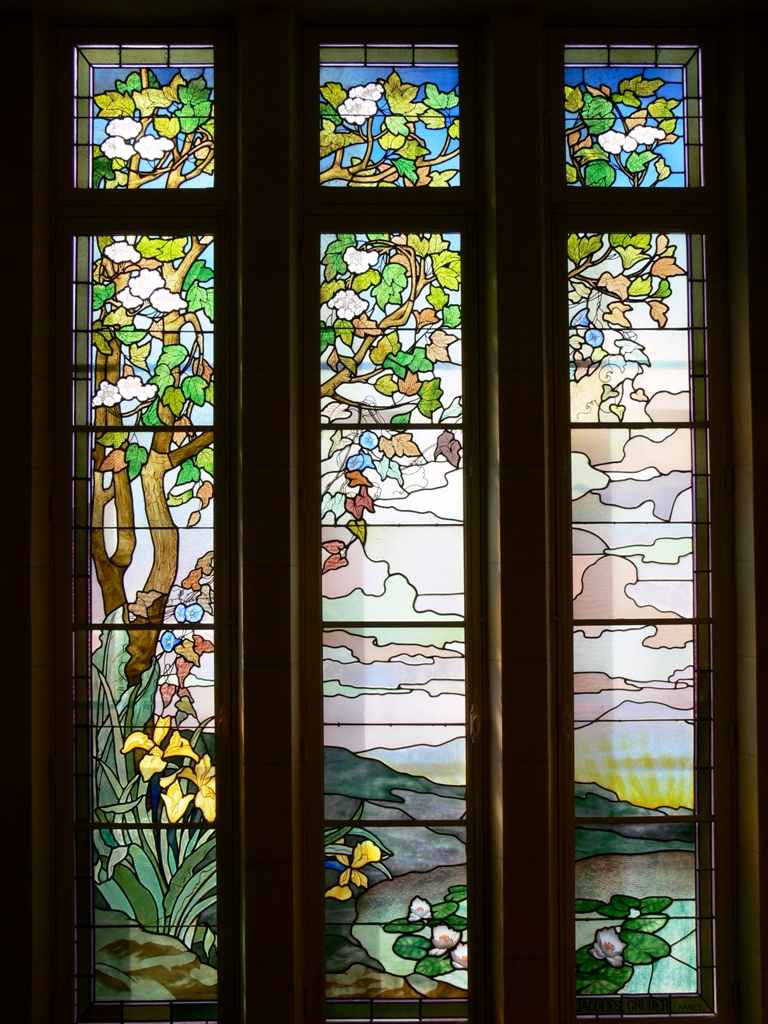
Vitrail par Jacques Gruber.
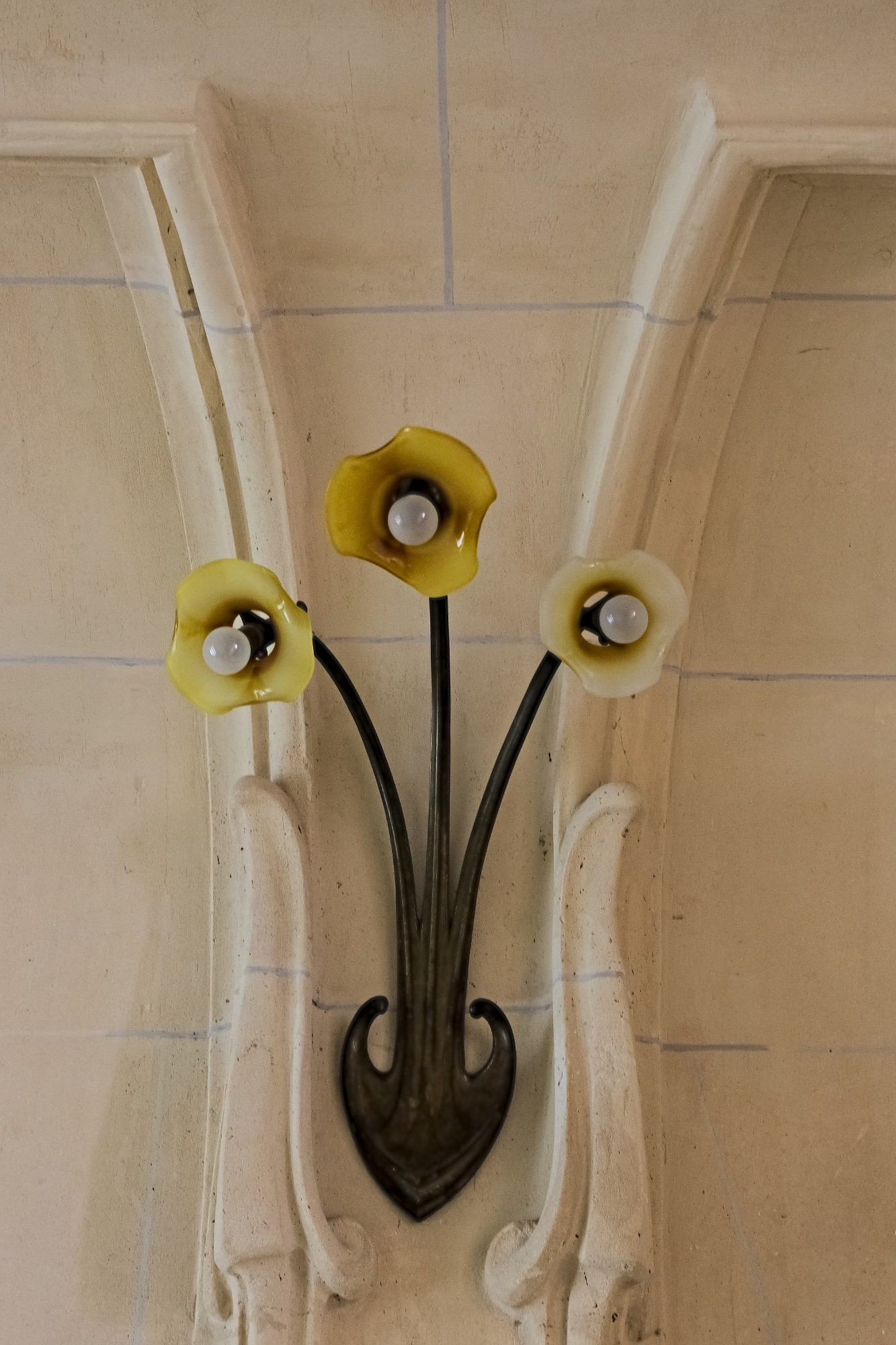
Luminaire par Louis Majorelle.
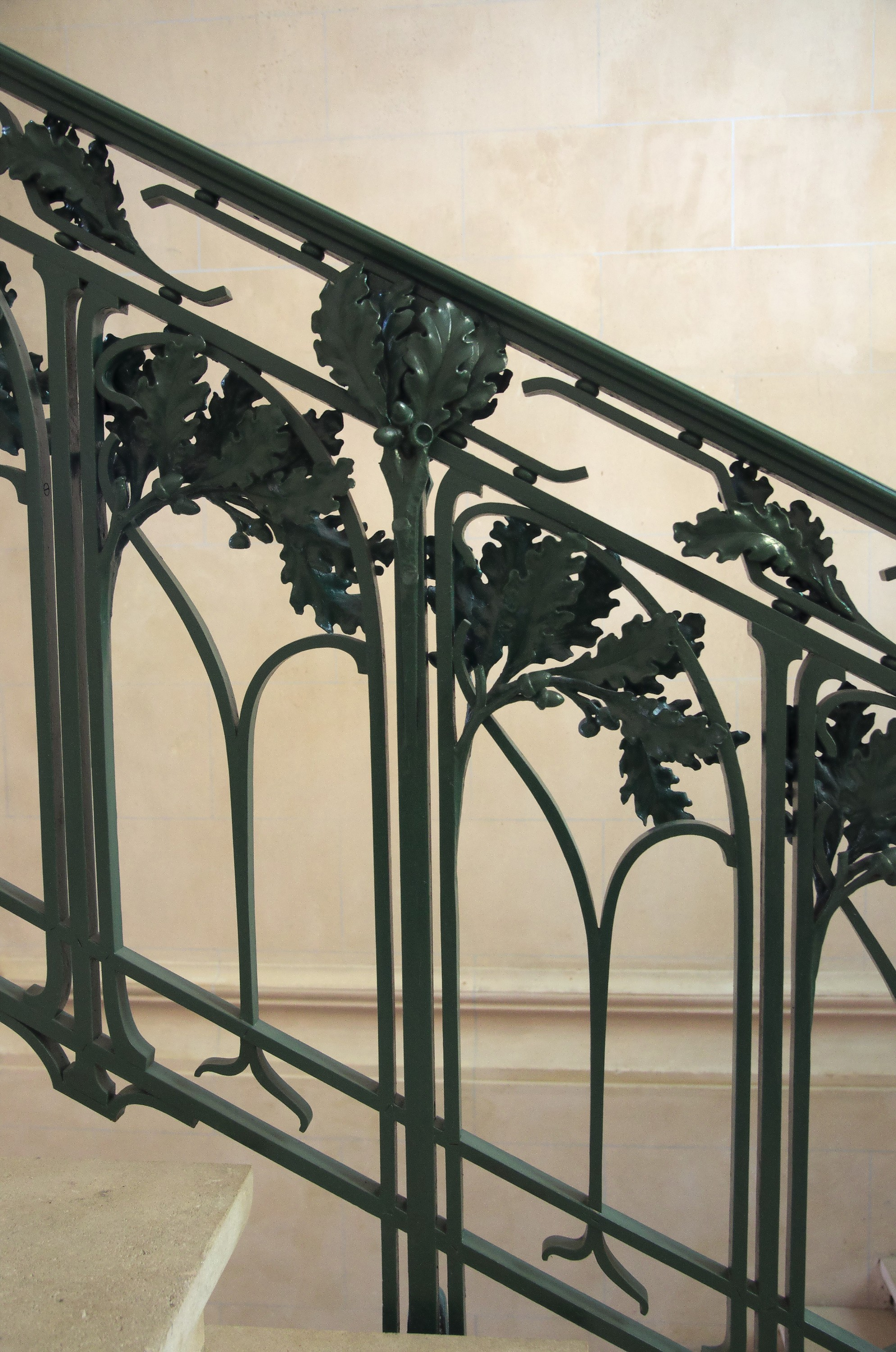
Rampe par Edgar Brandt.

## Architecture
La façade, dont le décor Art Nouveau se distingue par la force des nervures et des lignes sinueuses sculptées, comporte en son centre une large baie vitrée, probablement dessinée par Vallin, formée d'une successions d'arcades, et dont les impostes sont ornés de vitraux dus à Emmanuel Champigneulle. C'est derrière cette verrière que se trouve la salle du conseil municipal. Ainsi, les architectes font le choix de mettre la forme en adéquation avec la fonction, rendant lisible l'intérieur de l'édifice par la façade afin que cette dernière ne soit pas qu'un décor plaqué sans le souci de la lier au reste du bâtiment. La saillie médiane de la toiture correspond ainsi à l'espace principal de l'hôtel de ville. Ce dernier est une œuvre collective, les artisans chargés de la décoration intérieure ne sont pas subordonnés aux concepteurs mais collaborent ensemble afin d'atteindre l'art total, recherché par l'école de Nancy, à laquelle tous les architectes et artisans du projet se rattachent.
La façade était dans le premier projet conçu par Henri Gutton, essentiellement inspirée par la Renaissance française, mais Vallin décida de retravailler le vocabulaire décoratif afin d'y laisser la marque de l'école de Nancy sans renoncer à la composition d'origine.
La cage d'escalier est éclairée d'un vitrail dû à Jacques Gruber et la rampe fut dessinée par Edgar Brandt, qui réalisa également certains luminaires.